# Kung Fu Panda 4 (soundtrack)
Kung Fu Panda 4 is de originele soundtrack van de gelijknamige film, gecomponeerd door Hans Zimmer en Steve Mazzaro. Het album werd uitgebracht op 8 maart 2024 door Back Lot Music.
In december 2023 werd aangekondigd dat Hans Zimmer en Steve Mazzaro, van wie de eerste ook voor de eerste drie films componeerde, de filmmuziek zouden componeren. Een aantal nummers bevatten originele thema's uit de eerste twee soundtracks van Zimmer en John Powell. De partituur werd uitgevoerd door een orkest onder leiding van Gavin Greenaway met het koor London Voices. De opnames vonden plaats in de Abbey Road Studios en afgemixt bij  Remote Control Productions. Het op een na laatste nummer op het album is een variatie van "Crazy Train" van Ozzy Osbourne. Het laatste nummer op het album is een cover van Britney Spears "...Baby One More Time" uitgevoerd door Tenacious D en staat ook op de aftiteling.

## Nummers
| Nr. | Titel                               | Componist(en)                               | Duur |
| --- | ----------------------------------- | ------------------------------------------- | ---- |
| 1   | Journey                             | Hans Zimmer & Steve Mazzaro (John Powell)   | 1:52 |
| 2   | Opening Day                         | Hans Zimmer & Steve Mazzaro (John Powell)   | 2:59 |
| 3   | Tai Lung Has Returned               | Hans Zimmer & Steve Mazzaro (John Powell)   | 1:53 |
| 4   | No Footprint Too Small              | Hans Zimmer & Steve Mazzaro (John Powell)   | 2:12 |
| 5   | Juniper City                        | Hans Zimmer & Steve Mazzaro                 | 1:29 |
| 6   | A Den of Thieves                    | Hans Zimmer & Steve Mazzaro                 | 0:53 |
| 7   | The Happy Bunny Tavern              | Hans Zimmer & Steve Mazzaro                 | 2:07 |
| 8   | Tavern Fight                        | Hans Zimmer & Steve Mazzaro (John Powell)   | 1:29 |
| 9   | Looking for Po                      | Hans Zimmer & Steve Mazzaro (John Powell)   | 2:09 |
| 10  | She Could Be Anyone                 | Hans Zimmer & Steve Mazzaro                 | 2:45 |
| 11  | Sharing Stories                     | Hans Zimmer & Steve Mazzaro (John Powell)   | 1:48 |
| 12  | Teach Me Your Kung Fu               | Hans Zimmer & Steve Mazzaro (John Powell)   | 2:58 |
| 13  | A Different Path                    | Hans Zimmer & Steve Mazzaro                 | 3:12 |
| 14  | Who Are You Rooting For             | Hans Zimmer & Steve Mazzaro                 | 2:40 |
| 15  | I Am the Dragon Warrior             | Hans Zimmer & Steve Mazzaro                 | 2:24 |
| 16  | You're Our Son                      | Hans Zimmer & Steve Mazzaro                 | 1:34 |
| 17  | My Master Plan                      | Hans Zimmer & Steve Mazzaro                 | 1:12 |
| 18  | Be The Pit                          | Hans Zimmer & Steve Mazzaro (John Powell)   | 2:40 |
| 19  | It's Pronounced Skadoosh            | Hans Zimmer & Steve Mazzaro (John Powell)   | 2:31 |
| 20  | Inner Peace                         | Hans Zimmer & Steve Mazzaro                 | 2:23 |
| 21  | Crazy Train                         | Hans Zimmer & Steve Mazzaro (Ozzy Osbourne) | 2:05 |
| 22  | ...Baby One More Time – Tenacious D | Max Martin                                  | 3:13 |

## Solomuzikanten
- Pedro Eustache – etnische houtblazers
- Karen Jones – fluit
- Karen Han – erhu
- Bei Bei Monter – guzheng
- Nicholas Rodwell – klarinet
- Aleksandra Šuklar – percussie
- LiYun Wang – pipa